# نمونه‌گیری غیراحتمالی
نمونه‌گیری غیراحتمالی (به انگلیسی: Nonprobability sampling) شکلی از نمونه‌گیری است که از تکنیک‌های نمونه‌گیری تصادفی استفاده نمی‌کند، جایی که احتمال دریافت هر نمونه خاصی ممکن است محاسبه شود.
نمونه‌گیری استفاده از زیرمجموعه‌ای از جامعه برای نشان دادن کل جمعیت یا اطلاع‌رسانی دربارهٔ فرآیندهای (اجتماعی) است که فراتر از موارد خاص، افراد یا سایت‌های مورد مطالعه معنادار هستند. نمونه‌گیری احتمالی یا نمونه‌گیری تصادفی یک روش نمونه‌گیری است که در آن احتمال به دست آوردن هر نمونه خاصی محاسبه می‌شود. در مواردی که اعتبار خارجی برای اهداف یا هدف مطالعه اهمیت حیاتی ندارد، ممکن است پژوهشگران ترجیح دهند از نمونه‌گیری غیراحتمالی استفاده کنند. نمونه‌گیری غیراحتمالی این معیار را برآورده نمی‌کند. هدف از روش‌های نمونه‌گیری غیراحتمالی برای استنتاج از نمونه به جامعه عمومی در شرایط آماری نیست. در عوض، برای مثال، نظریه زمینه‌ای را می‌توان از طریق نمونه‌گیری غیراحتمالی تکراری تا رسیدن به اشباع نظری تولید کرد (اشتراوس و کوربین، ۱۹۹۰).
نمونه‌گیری غیراحتمالی اغلب در تحقیقات کمی آماری مناسب نیست.